# Óscar Muñoz
Óscar Luis Muñoz Oviedo född 9 maj 1993 i Valledupar i Colombia, är en colombiansk taekwondoutövare. Han tog en bronsmedalj i 58 kilos-klassen vid olympiska sommarspelen 2012 i London. Vid olympiska sommarspelen 2016 blev han utslagen i åttondelsfinalen.